# زیردریایی یو-۳۹۳
زیردریایی یو-۳۹۳ (به انگلیسی: German submarine U-393) یک زیردریایی است که طول آن ۶۷٫۱ متر (۲۲۰ فوت ۲ اینچ) می‌باشد. این زیردریایی در سال ۱۹۴۳ ساخته شد.